# 直通春晚
《直通春晚》是中国中央电视台製播的2013年央視春晚新人選秀節目，由2012年全国各地上星频道举办的选秀节目各自派选3个代表参加该节目的选拔。第一届從2012年10月30日開始进行，2012年12月30日结束。以后每年为一届，每年10月底开始进行，最终选出的年度3强参加央视春晚。

## 节目简介
- 2012年10月30日，中国中央电视台主办、恒大音乐协办《直通春晚》宣传记者会在北京市举行，2013年央视春晚总导演哈文表示，会从多家卫视中的选秀歌手中选出3位上春晚，其中就有《中国好声音》《声动亚洲》《星光大道》等12个选秀节目，评委更是由刘德华、宋祖英、成龙和《中国好声音》四位导师等组成。虽然选秀歌手上春晚不是第一次，但选秀歌手再选秀上春晚在国内尚属首次，这也是中央电视台“开门”办春晚的一次创新。
- 以后每年举办一次，每年邀请的节目按照当年全国各上星频道举办的节目来定。

## 第一届
首届《直通春晚》比赛于2012年11月4日开始、2012年12月30日晚结束，最终年度三强分别是平安、许艺娜、阿普萨萨，他们三人携手踏上2013年央视春晚的舞台。
- 详见词条：2012直通春晚

### 参赛选手
| 顺序 | 选送单位                      | 1号选手 | 2号选手                      | 3号选手      |
| ---- | ----------------------------- | ------- | ---------------------------- | ------------ |
| 1    | 广西卫视《一声所爱·大地飞歌》 | 赵文    | 木江子组合                   | 赵羽、韦晴晴 |
| 2    | 云南卫视《完美声音》          | 陈宇    | 明白人组合                   | 成青         |
| 3    | 青海卫视《花儿朵朵》          | 汪小敏  | 孟慧圆                       | 王璐         |
| 4    | 辽宁卫视《激情唱响》          | 陈禹蒙  | 郭伟                         | HeRose       |
| 5    | 中央电视台《非常6+1》         | 张圣启  | 妮妮                         | 蹇红         |
| 6    | 山东卫视《天籁之声》          | 许艺娜  | 朱帅                         | 樊博         |
| 7    | 东方卫视《声动亚洲》          | 孙伯纶  | 常石磊                       | 刘雪婧       |
| 8    | 浙江卫视《中国好声音》        | 金池    | 平安                         | 张赫宣       |
| 9    | 中央电视台《星光大道》        | 周艳    | 张倩云                       | 倪珈         |
| 10   | 江西卫视《中国红歌会》        | 王芳    | 阿普萨萨                     | 王新鹏       |
| 11   | 香港无线电视《超级巨声》      | 刘威煌  | 胡鸿钧                       | 陈鸿硕       |
| 12   | 台湾电视公司《超级偶像》      | 曾昱嘉  | 飞荣双人组（杜俊偉、榮忠豪） | 朱俐静       |

### 比赛结果
- 2012年12月30日晚，总决赛5进3直播，淘汰金池、木江子组合，《直通春晚》三强诞生分别是：平安、许艺娜、阿普萨萨[1]。

## 第二届
2013年《直通春晚》确定了“歌唱版”的6个参赛节目，他们是：浙江卫视《中国好声音》、东方卫视《中国梦之声》、湖南卫视《快乐男声》、北京卫视《最美和声》、广西卫视《一声所爱·大地飞歌》以及山东卫视《中国星力量》。此外，各地将派出一名当红明星主持人或者本地形象大使，在节目当中对节目亮点和选送理由做阐述，并现场拉票，2014年马年春晚剧组主创人员将携众专家坐镇现场，进行挑选。《直通春晚》将从12月18日起，每周六晚21:00在中央电视台综艺频道播出，周日晚20:00在中央电视台综合频道重播。
- 详见词条：2013直通春晚

### 参赛选手
2013年直通春晚参赛选手
央视《直通春晚》公布歌曲类节目参赛选手名单
| 顺序 | 选送单位                      | 1号选手      | 2号选手 | 3号选手  |
| ---- | ----------------------------- | ------------ | ------- | -------- |
| 1    | 广西卫视《一声所爱·大地飞歌》 | 朱帅         | 汪小敏  | 李龙     |
| 2    | 北京卫视《最美和声》          | 肖懿航       | 贾剑龙  | 丁于     |
| 3    | 山东卫视《中国星力量》        | 小杰波仔组合 | 苏思蓉  | 谭赟     |
| 4    | 湖南卫视《快乐男声》          | 华晨宇       | 白举纲  | 左立     |
| 5    | 浙江卫视《中国好声音》        | 李琦         | 塔斯肯  | 蘑菇兄弟 |
| 6    | 东方卫视《中国梦之声》        | 阿来         | 侯磊    | 刘思涵   |